# Rafael López-Diéguez Gamoneda
Rafael López-Diéguez Gamoneda (Madrid, 1958) és un advocat i polític espanyol.

## Biografia
És el secretari general d'Alternativa Espanyola (AES), un partit polític espanyol d'extrema dreta. Fou candidat, com a cap de llista del seu partit, a les eleccions al Parlament Europeu de 2009. És advocat i màster en administració d'empreses per l'Institut d'Empresa.
Està casat amb María Fernanda Piñar Gutiérrez, filla de Blas Piñar i llicenciada en Història, amb qui té sis fills. És catòlic practicant i afirma defensar els valors morals de l'Església Catòlica Romana. Antic membre de l'organització Fuerza Joven, la branca juvenil de Fuerza Nueva, es donà a conèixer en l'organització i encapçalament de protestes contra la representació a Madrid de l'obra Me cago en Dios, d'Íñigo Ramírez de Haro, considerada blasfema i laïcista per part de la majoria dels catòlics i l'extrema dreta.